# Tigrídia d'Oña
Tigrídia d'Oña (Covarrubias?, Burgos, ca. 996 - Oña, abans de 1030) fou una infanta de Castella, filla del comte Sanç I Garcia de Castella. Monja benedictina, fou abadessa del monestir d'Oña. És venerada com a beata per l'Església catòlica.

## Biografia
Segona filla del comte de Castella Sanç I Garcia i d'Urraca Gómez, filla del comte Gómez de Saldaña; probablement el seu nom, estrany a Castella, és un record del nom de la seva àvia materna. Aviat s'encaminà cap a la vida religiosa. Per dotar-la, els seus pares van fundar un monestir en 1011, el de San Salvador de Oña a Oña com a monestir doble sota la Regla de Sant Benet, amb monges i monjos capellans procedents de San Juan de Cillaperlata i San Salvador de Loberuela. El nou monestir fou lliurat com a dot a Tigrídia, que en fou la primera abadessa. La seva tia Ònneca, abadessa de Cillaperlata, s'encarregà de la formació de Tigrídia per al seu càrrec.
En morir l'abadessa, la disciplina es va relaxar i Sanç III de Navarra va suprimir la comunitat femenina, passant el monestir a ésser només masculí, reformant-se segons la reforma cluniacenca en 1033.

## Veneració
No es coneix res de la vida i activitat de l'abadessa, només que fou sebollida a un altar de l'església del monestir, la qual cosa indica que era tinguda per persona santa, ja que llavors no s'enterrava ningú al l'interior de l'església. Alguns llibres litúrgics parlen després de sancta Tygridia. Als martirologis apareix com a beata, fruit de la veneració popular i sense beatificació oficial, amb festa el 22 de novembre.